# Glenn Graham
Glenn Graham (ur. 17 stycznia 1904 w Los Angeles, zm. 19 lipca 1986 w Nevadzie w stanie Missouri) – amerykański lekkoatleta specjalizujący się w skoku o tyczce, uczestnik letnich igrzysk olimpijskich w Paryżu (1924), srebrny medalista olimpijski w skoku o tyczce.

## Sukcesy sportowe
- zwycięzca amerykańskich eliminacji olimpijskich w skoku o tyczce – 1924[1]

| Rok  | Miasto | Zawody               | Konkurencja   | Wynik         |
| ---- | ------ | -------------------- | ------------- | ------------- |
| 1924 | Paryż  | Igrzyska olimpijskie | skok o tyczce | srebrny medal |

## Rekordy życiowe
- skok o tyczce – 4,06 (1930)